# János Kanizsai
János Kanizsai (né vers 1350, décédé le 30 mai 1418), est un prélat catholique et un homme politique hongrois.

## Biographie
Il est le fils de János Kanizsai (†1370), comte de Zala et de Vas, et de N. de Gilétfi de Pozsega.
Prélat rusé et cultivé, il est diplômé de l'Université de Padoue.
Évêque, il est nommé archevêque d'Esztergom par le pape en 1387, année de son apogée. Il est, à ce titre, primat de Hongrie. Il est également chancelier en chef du royaume de Hongrie.
Il est à la tête, avec István Lackfi, d'une ligue d'oligarques. Cette ligue s'est arrogé tous les pouvoirs et prédomine la Diète et sa tutelle sur le souverain Sigismond de Luxembourg, empereur du Saint-Empire romain germanique et roi de Hongrie.
Se constituant en véritable gouvernement, la ligue débarrasse Sigismond de plusieurs complots (en 1387, en 1397,...).
János Kanizsai se donne par la suite le titre de chancelier de la Couronne.
À la suite de plusieurs complots - organisés avec ses frères - et qui ont échoué, János Kanizsai tombe en disgrâce en 1403 et est démis  comme chancelier. Il est remplacé par l'allemand Eberhard. Il reste toutefois  archevêque d'Esztergom puis finit par partir en exil doré à l'étranger.

## Sources
- Histoire de la Hongrie, Miklos Molnar, Ed. PERRIN (coll. TEMPUS)), 2004, Paris.
- Biographie Lexikon